# Ungererbad

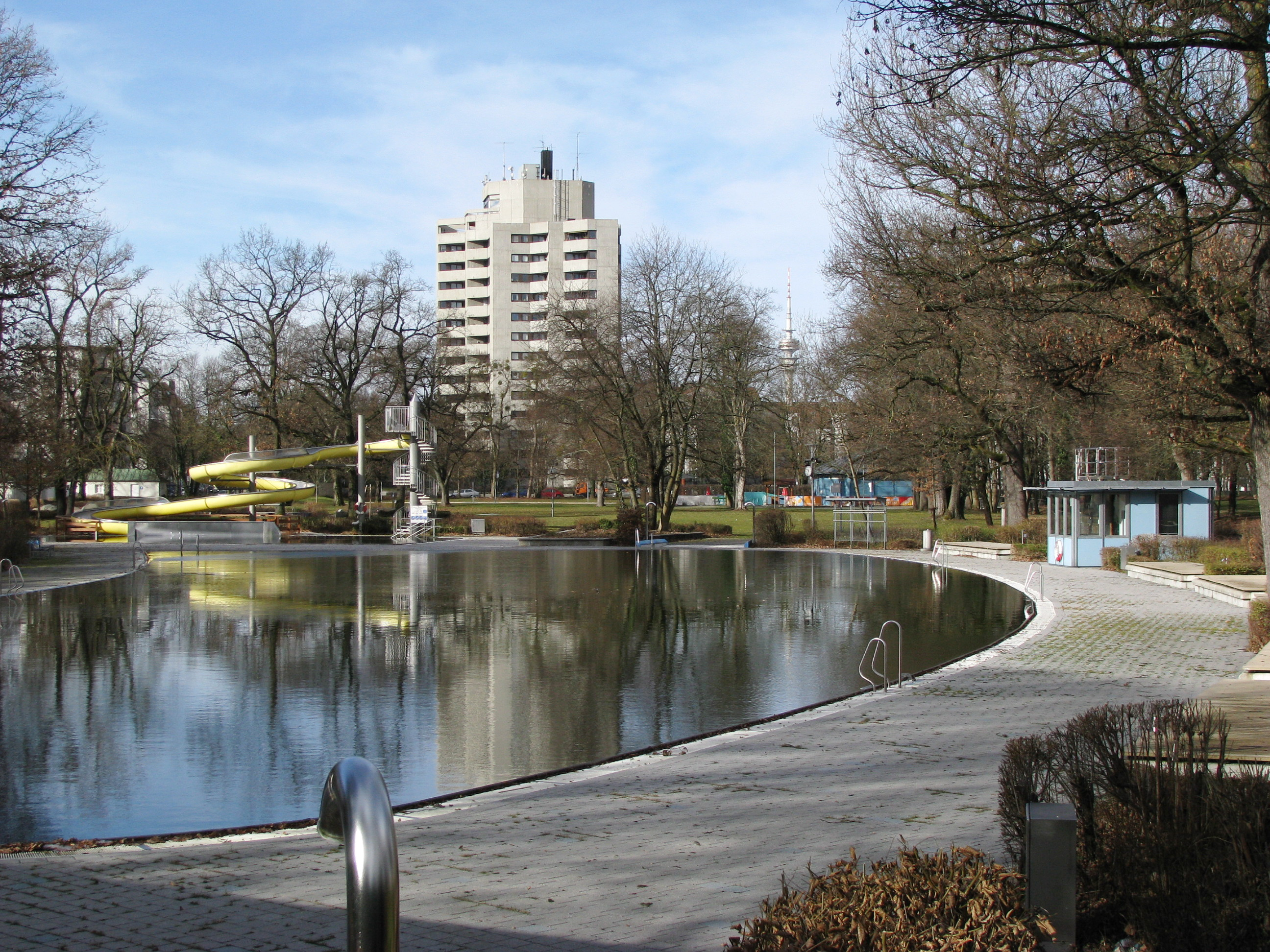
Ungererbad im Winter

Das Ungererbad ist ein Freibad an der Ungererstraße im Münchner Stadtteil Schwabing.
Es wird von den Stadtwerken München betrieben. Namensgeber des Bades war August Ungerer.

## Lage
An der Westgrenze des Ungererbades verlief bis in die 1980er Jahre die Berliner Straße, an deren gegenüberliegender Seite sich der 1987 stillgelegte Güterbahnhof München-Schwabing befand. Nach dem Abbruch der Bahnhofs- und Industrieanlagen entstand ein neues Wohngebiet, das östlich und nördlich an das Ungererbad angrenzt. Nordwestlich des Bades wurde der Schwabinger See angelegt.

## Geschichte
Das Ungererbad entstand an der Ungererstraße um 1900 in Form eines Naturbades. Das Wasser stammte aus dem Nymphenburg-Biedersteiner Kanal, an dem in München auch das Dantebad und das Bad Georgenschwaige liegen. Das Freibad wurde parkähnlich angelegt und bietet heute große Liegewiesen und einen alten Baumbestand, die vielen Besuchern Platz bieten. Nur an Hochsommertagen kann es hier am Wochenende mit bis zu 10.000 Badegästen eng werden.
Ursprünglich war das Ungererbad in drei getrennte Bereiche unterteilt – für Frauen, Männer und Jugendliche. Durch mehrere Umgestaltungen entstand schließlich das heutige Familienbad in seiner aktuellen Form mit einem separaten FKK-Bereich für Damen und einem FKK-Bereich für Familien.
Viktor Mann, der jüngere Bruder von Heinrich und Thomas Mann, beschreibt in seinen Erinnerungen anschaulich das Ungererbad, mit Grotten, Wasserspielen und einer künstlichen Landschaft, wie er es im Zustand des frühen 20. Jahrhunderts gesehen hatte.
Das Bad lag etwa 750 Meter von der Endstation der Pferdebahn am Großwirt entfernt (heute Münchner Freiheit). Der Besitzer des Bades, August Ungerer, betrieb vom 1. Juli 1886 bis Juni 1895 auf eigene Kosten durch die damalige Freisinger Landstraße eine elektrische Schienenbahn, die Ungererbahn. Dies war die dritte elektrische Straßenbahn in Deutschland, wurde jedoch am 17. Juli 1895 aufgrund unzureichender Kapazität durch die Verlängerung der Pferdebahn bis zum neugebauten Nordfriedhof ersetzt.
In den 1950er Jahren wurde das Umkleidegebäude an der Traubestraße 3 nach Plänen von Albert Heichlinger errichtet. Das Ungererbad wurde 1997/1998 generalsaniert.

## Angebote
Die Schwimmbecken befinden sich nördlich und südlich des Würmkanals: Sie heißen „Mariensee“ (mit Wasserpilz, Strömungskanal und Wasserfall), „Kaiserbecken“ und „Luitpoldsee“. Insgesamt stehen den Besuchern etwa 4.100 m² Wasserfläche mit zwei Sprungtürmen (1- und 3-Meter) zur Verfügung.
Für Kinder gibt es im Ungererbad eine sogenannte Kinderoase und einen Abenteuerspielplatz sowie ein Nichtschwimmerbecken für Kinder mit Erlebnis- und Plantschbecken. Darüber finden sich zwei Beachvolleyball- und ein Fußballfeld sowie eine Trampolinanlage. Direkt am Eingang gibt es drei Spielfelder für Schach und Mühle mit großen Figuren.
Zudem gibt es zwei FKK-Bereiche, einen gemischten und einen nur für Damen.
Für Kinder und Jugendliche mit Münchner Ferienpass ist der Besuch des Freibads während der Pfingst- und Sommerferien kostenlos.